# Wooga
Die Wooga GmbH ist ein deutsches Spielesoftwareunternehmen mit Sitz in Berlin, das sich auf die Entwicklung von Story Driven Casual Games für mobile Endgeräte spezialisiert. Es hat erfolgreiche Handyspiele wie June’s Journey, Pearl's Peril und Switchcraft entwickelt. Das Unternehmen ist Teil des Social-Games-Unternehmens Playtika. Wooga hat rund 300 Mitarbeiter (2022) und erzielte 2020 einen Umsatz von 128,184 Millionen EUR.

## Geschichte
Das Unternehmen wurde 2009 von Jens Begemann und Philipp Moeser gegründet. Der Name Wooga steht hierbei für World of Gaming. Die zuerst veröffentlichten Spiele waren ausschließlich auf sozialen Netzwerken verfügbar, allen voran auf Facebook. Das erste von Wooga entwickelte Spiel war Brain Buddies, ein Quizspiel, das im Juli 2009 erschien. Im April 2010 brachte das Unternehmen sein zweites Spiel Monster World heraus. Im selben Jahr stiegen HV Capital (ehemals Holtzbrinck Ventures) und Balderton Investment ein, wodurch ein drittes Spiel finanziert werden konnte. Im Oktober 2010 beschäftigte das Unternehmen 50 Mitarbeiter, 2011 stieg diese Zahl auf 150.
Im Februar 2011 verließ Wooga die VZ Netzwerke und entwickelte zunächst exklusiv für Facebook. Von August 2011 bis Juni 2012 waren die Spiele von Wooga auch auf Google Plus nutzbar. Wooga verließ Google Plus allerdings 2012 und stellte im Mai seine Spielversion von Monster World sowie seine Versionen von Diamond Dash und Bubble Island im Juli dort ein. Als Grund hierfür nannte das Unternehmen die höheren Nutzerzahlen auf Facebook.

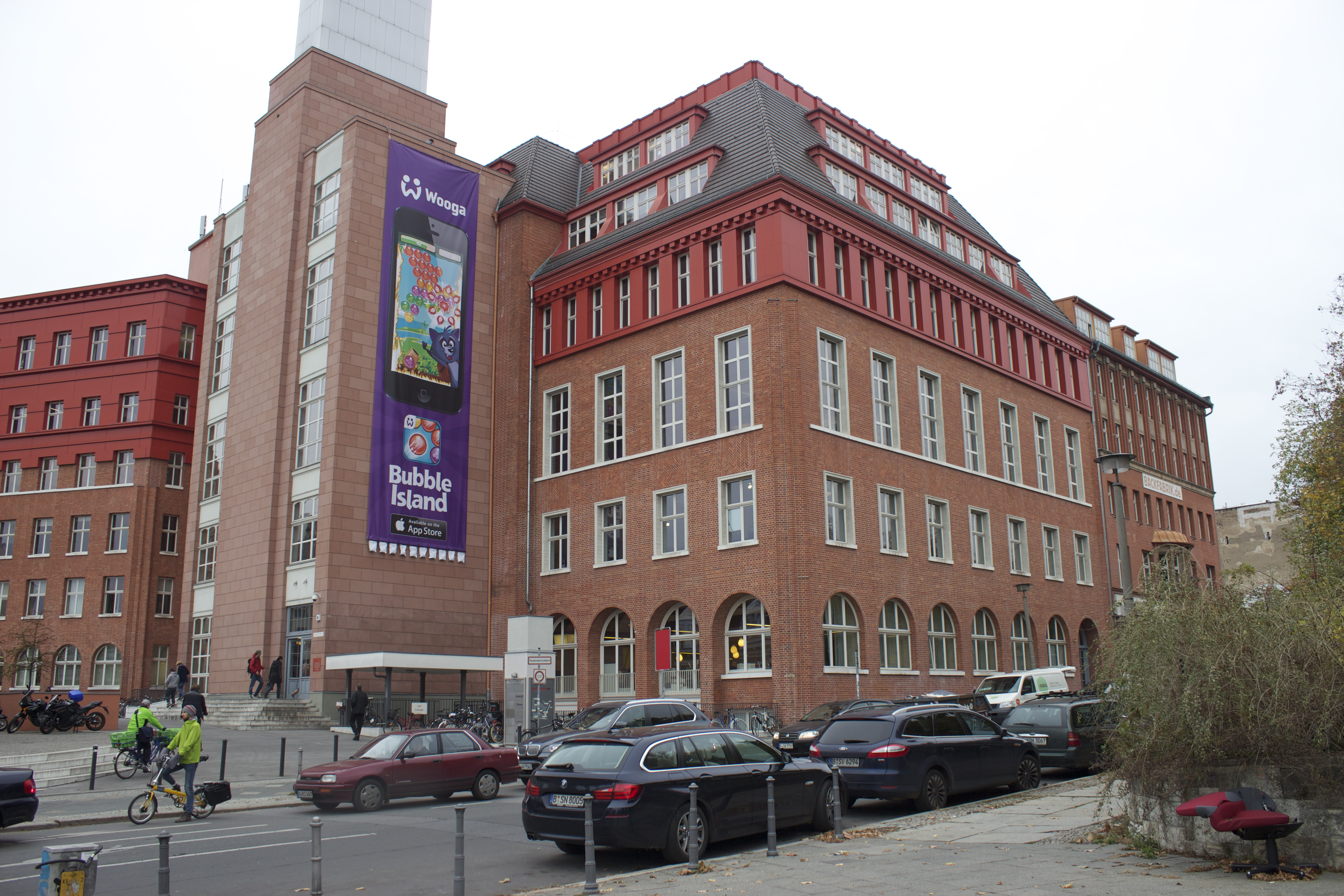
Wooga in der Berliner Backfabrik

Mit der fortschreitenden Entwicklung der Mobiltechnologie und der globalen Ausbreitung von mobilen Endgeräten, verlagerte sich der Fokus des Unternehmens auf Spiele für den Mobilbereich. So setzte das Berliner Unternehmen seit Anfang 2012 verstärkt auf mobile Titel, zum Beispiel für iPhone und iPad. Mitte 2012 arbeiteten die Hälfte der Mitarbeiter in Berlin an mobilen Spielen. Das erste Spiel, das Wooga auch für iPhone und iPad veröffentlichte, war Diamond Dash, das bereits nach vier Monaten elf Millionen Downloads aufweisen konnte. Im Dezember 2012 wurde Diamond Dash als erstes Wooga-Spiel auch auf Android-Smartphones und -Tablets portiert. Im August 2013 wurde mit Jelly Splash das erste Spiel zuerst für mobile Geräte veröffentlicht. Für Jelly Splash ging Wooga eine Kooperation mit dem südkoreanischen Internetdienstleister Kakao ein, um das Spiel auch auf dem dortigen Markt zu platzieren.
Die mit großen Hoffnungen verbundenen Investitionen in Smartwatch-Spiele hatten sich 2015 für den Spieleentwickler nicht ausgezahlt. Im selben Jahr brach deshalb der Umsatz von Wooga erstmal ein. Der Trend hielt auch 2016 an, als die neu entwickelten Spiele, wie beispielsweise Agent Alice, nicht mehr dieselben Erfolgszahlen einbrachten. In diesem Jahr entließ das Unternehmen 40 Angestellte und beendete Projekte aus dem Vorjahr. Gleichzeitig entwickelte das Unternehmen jedoch seit Ende 2015 ihre Strategie für das Casual Gaming weiter. Diese Ausrichtung wurde insbesondere mit dem Launch des bisher erfolgreichsten Spiels June's Journey Ende 2017 erfolgreich umgesetzt. Deshalb beschloss Wooga sich wieder auf das Segment Casual Games zu konzentrieren ausschließlich auf sogenannte Story Driven Casual Games zu setzen.
Im Dezember 2018 übernahm der israelische Spielehersteller Playtika Wooga für einen Kaufpreis von über 200 Millionen US-Dollar. Im März 2020 löste Nai Chang den bisherigen Geschäftsführer Jens Begemann ab. Im selben Jahr beschäftigte Wooga 250 Mitarbeiter. Im Rahmen des Börsengangs von Playtika Holding Corporation an die US-amerikanische Börse NASDAQ im Januar 2021, ist die Wooga GmbH nun Teil eines börsennotierten Unternehmens.
Die Coronakrise, die der gesamten Branche Auftrieb gab, hatte auch bei Wooga für anziehende Geschäfte gesorgt. Das Krimi-Wimmelbildspiel June's Journey setzte bis Mitte 2022 500 Millionen US-Dollar seit Markteinführung um. Im selben Jahr kündigte Wooga an, die Organisationsstrukturen des Unternehmens zu verändern und eine eigene Games Division, eine Creative Division und eine Operations Division einzuführen.

## Unternehmensstruktur
2022 beschäftigte das Unternehmen 300 Mitarbeiter. Mit einem Frauenanteil von 42 % weist das Unternehmen einen für die Spielebranche besonders hohen Anteil auf. Hauptsitz des Unternehmens ist Berlin.

### Finanzierung
Im Mai 2011 sammelte Wooga 24 Millionen US-Dollar an Risikokapital. Größte Geldgeber waren der US-amerikanische Investor Highland Capital Partners und HV Capital. Bereits im November 2009 hatten HV Capital und Balderton Capital 4,4 Mio. Euro Risikokapital investiert. Seit 2011 finanziert sich das Unternehmen nach eigenen Angaben aus laufenden Einnahmen. Zwar sind alle Spiele der Wooga GmbH Free-to-play Spiele, deren grundlegende Spielinhalte kostenlos genutzt werden können. Umsätze generiert Wooga aber über bezahlte Elemente, In-App-Käufe. Spieler verschönern beispielsweise bei June's Journey gegen Geld die Insel, den Schauplatz des Spiels, und erkaufen sich Hilfe bei der Suche nach der verstorbenen Schwester der Protagonistin. Insgesamt trugen 2020 sechs Spiele zur Umsatzerzielung bei und der Gesamtumsatz stieg im Vergleich zu 2019 um 56 % auf 128,18 Millionen EUR an.
| 2014   | 2015   | 2016   | 2017   | 2018   | 2019   | 2020    |
| ------ | ------ | ------ | ------ | ------ | ------ | ------- |
| 47,608 | 40,911 | 37,727 | 34,353 | 53,104 | 82,495 | 128,184 |

Quelle: Bundesanzeiger

## Spiele
Die Wooga GmbH entwickelt sogenannte Casual Games. Dies sind Spiele für mobile Geräte wie Smartphones und Tablets, die von den Spielern nicht lange am Stück gespielt werden. Seit der Konzentration auf Story Driven Casual Games produziert das Berliner Entwicklerstudio handlungsgetriebene Abenteuer, die sich vor allem an weibliche Gelegenheitsspieler richten. Damit verbunden ist eine Produktion neuer Inhalte im Wochenrhythmus.
Die für Facebook entwickelten Spiele sind sogenannte Social Games. Hierfür tauschen sich die Nutzer untereinander aus, teilen ihre Erfolge oder helfen sich gegenseitig in den jeweiligen Spielwelten. Diese Art von Spielen generieren Reichweite, indem sie virales Marketing nutzen, wobei Spieler ihre Freunde über Facebook zu einem Spiel einladen können.

### June's Journey
In dem Spiel übernimmt der Spieler die Rolle der June Parker, welche aus London zum Familiensitz auf der fiktiven Orchideeninsel bei New York zurückkehrt. Der Spieler löst in dem Wimmelbildspiel als Detektiv ausgehend von den 1920er Jahren verschiedene Rätsel und sucht nach Hinweisen auf versteckte Objekte.

### Weitere Spiele
Facebook-Spiele
- Brain Buddies[7]
- Diamond Dash[4]
- Bubble Island[4][8]
- Monster World[4][7]
- Magic Land[8]
- Kingsbridge
- Fantastic Forest
- Happy Hospital[6][8]
- 2013: Pearl's Peril[3]
- 2013: Jelly Splash[12]

 Mobile Spiele 
- Diamond Dash[4]
- Bubble Island[4][8]
- Monster World[4][7]
- Pearl’s Peril[3]
- Crazy Kings
- Futurama: Game of Drones
- 2013: Pocket Village[27]
- 2013: Jelly Splash[12]
- 2013: Pearl's Peril[3]
- 2015: Agent Alice
- 2021: Switchcraft[28]

## Auszeichnungen
- 2010: Auszeichnung als bestes Social Game für Bubble Island beim European Games Award[29]
- 2011: Auszeichnung als bestes Social Game für Diamond Dash und Auszeichnung als „Bestes Europäisches Spiele-Unternehmen“ beim European Games Award[29]
- 2011: Auszeichnung als bestes Newcomer-Startup des Jahrzehnts von Gründerszene[30]
- 2013: People's Choice Award bei den The Europas des Techblogs Techcrunch[31]
- 2021: Publikumspreis für die Umsetzung reeller Baumpflanzungen durch die Teilnahme des Spiels June's Journey am Green Game Jam 2021[32]
- 2022: Auszeichnung als Leading Employer 2022[33]
- 2022: Nominierung für das Studio des Jahres beim Deutschen Computerspielpreis[34]
- 2022: „Players Choice Award“ für June's Journey beim Green Game Jam 2022[35]

## Nachhaltiges Engagement
In einer Zusammenarbeit mit der Suchmaschine Ecosia nahm Wooga 2021 und 2022 mit seinem Spiel June's Journey am Green Game Jam, einer vom Umweltprogramm der Vereinten Nationen (UNEP) getragenen Initiative, teil. Dabei konnten die Spieler von Wooga in ihrer Spielwelt einen Wald aufforsten und virtuell Bäume pflanzen, wodurch von Ecosia anschließend in der Realität Baumpflanzungen in der ganzen Welt koordiniert werden. Unterstützt wurden so über 60 Baumpflanzprojekte in mehr als 30 Ländern. 2021 wurden durch June's Journey 25.000 Bäume gepflanzt, wofür Wooga den Publikumspreis der Green Game Jam erhielt. 2022 verachtfachte das Unternehmen die Baumpflanzungen, wodurch 200.000 Bäume gepflanzt werden konnten.